# وستن، نبراسکا
وستن(به انگلیسی: Weston) شهری در ایالت نبراسکا کشور ایالات متحده آمریکا است که جمعیت آن در سرشماری سال ۲۰۱۰ میلادی، ۳۲۴ نفر بوده‌است.